# Apamène
L’Apamène (grec ancien : Ἀπαμηνή) est, dans l'Antiquité et au Moyen Âge, la partie de la Syrie du nord-ouest qui entoure la ville d'Apamée, région parcourue par l'Oronte.

## Villes et villages d'Apamène
- Apamée.
- Émèse, sur la rive droite de l'Oronte. La ville, à l'emplacement de l'actuelle Homs, devient ensuite le chef lieu de la Phœnicia Libanesia.
- Huarte ou Haouarte, à une quinzaine de kilomètres au nord-est d'Apamée. Son nom antique n'est pas connu[2]. On y a découvert le Mithraeum de Haouarte[3].
- Larissa, sur la rive gauche de l'Oronte.
- Sergilla[4].

## Sources antiques
- Pline l'Ancien, V, 19.
- Ptolémée V, 15, 19.